# Lincolnshire
Il Lincolnshire (pronuncia [ˈlɪŋkənʃər] o [ˈlɪŋkənʃɪər], abbreviato in Lincs) è una contea dell'Inghilterra nella regione delle Midlands Orientali.

## Geografia fisica
La contea di Lincolnshire confina a nord con l'East Riding of Yorkshire, ad est si affaccia sul Mar del Nord, a sud-est confina con il Norfolk, a sud con il Cambridgeshire e per soli 19 metri con il Northamptonshire, a sud-ovest confina con il Rutland, a ovest con il Leicestershire, il Nottinghamshire ed il South Yorkshire.
Il territorio è pianeggiante. Il sud-est, in corrispondenza del golfo denominato The Wash, è dominato dalla zona umida chiamata The Fens.
Nel nord si elevano le colline di Lincolnshire Wolds designate Area di notevole bellezza naturale. Il confine settentrionale con l'East Riding of Yorkshire è segnato dall'amplissimo estuario del fiume Humber, su cui sorge la città portuale di Grimsby. Tra i fiumi principali sono da ricordare il Witham, il Welland ed il Trent. Il capoluogo Lincoln è posto nel settore centro-occidentale. Altri centri importanti sono Grantham, Boston e Spalding a sud e Scunthorpe e Cleethorpes a nord.

## Geografia antropica

### Suddivisioni amministrative
La contea è la seconda per estensione dell'Inghilterra ed è divisa nei seguenti distretti: Lincoln, North Kesteven, South Kesteven, South Holland, Boston, East Lindsey e West Lindsey.
Il North Lincolnshire ed il North East Lincolnshire costituiscono delle unitary authority dal 1996.

#### Suddivisioni
|  | 1. Lincoln 2. North Kesteven 3. South Kesteven 4. South Holland 5. Boston 6. East Lindsey 7. West Lindsey 8. North Lincolnshire (autorità unitaria) 9. North East Lincolnshire (autorità unitaria) |

## Storia
Il nome storico della contea del Lincolnshire è Lindsey, che a sua volta deriva dal Regno di Lindsey, esistente nel periodo dell'Eptarchia anglosassone.

## Monumenti e luoghi d'interesse
- Woolsthorpe Manor
- Abbazia di Bourne
- Castello di Bolingbroke
- Castello di Grimsthorpe
- Castello di Lincoln
- Castello di Tattershal
- Cattedrale di Lincoln

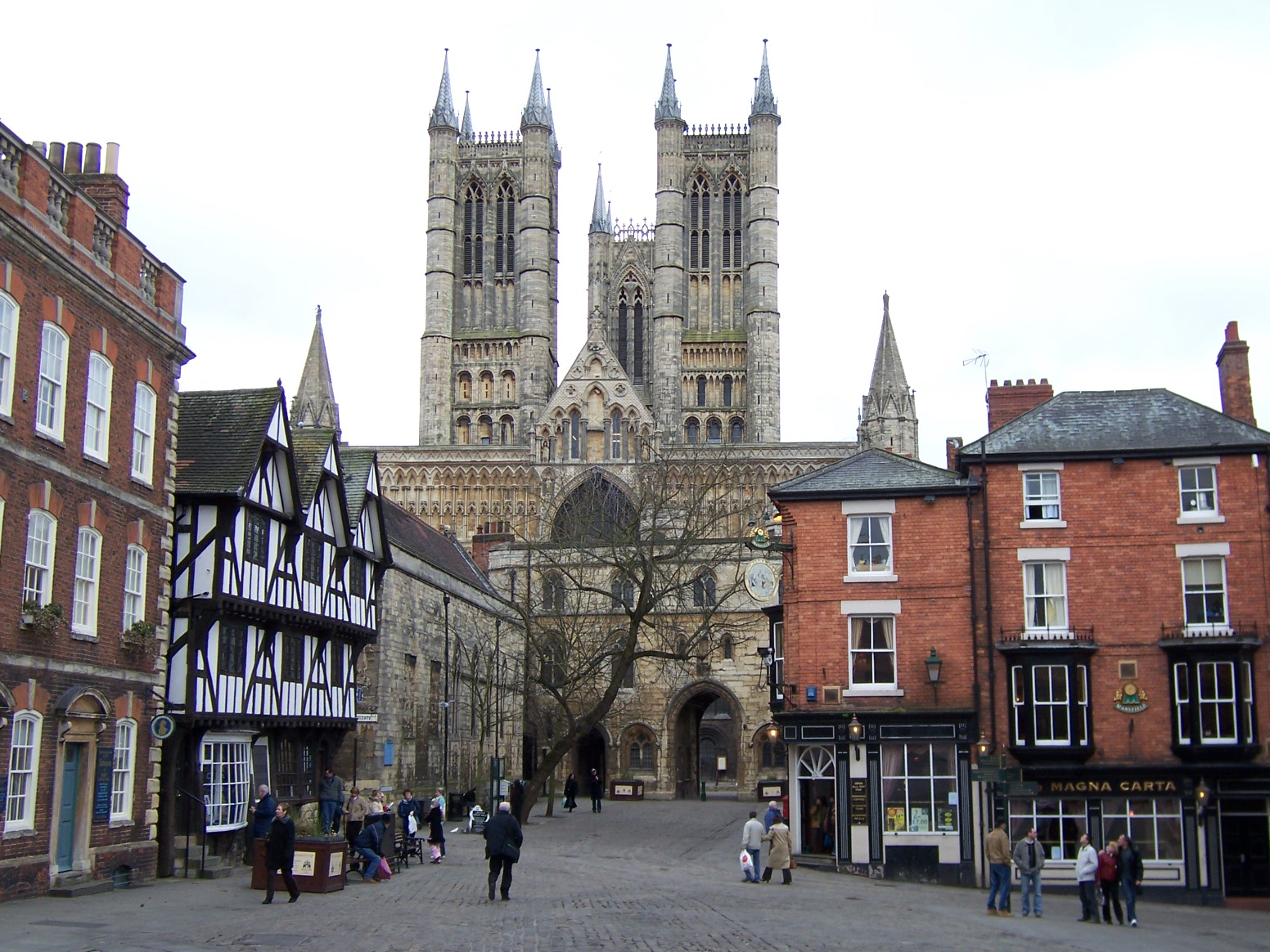
Cattedrale di Lincoln

- Gainsthorpe, resti di un villaggio medievale abbandonato.
- Lincolnshire Wolds, area collinosa di particolare bellezza paesaggistica.
- Ponte sull'Humber, il quarto ponte sospeso al mondo per lunghezza, inaugurato nel 1981.
- The Fens, area naturale umida.
- Trasmettitore di Belmont, antenna radio-televisiva di 325 metri di altezza. Ritenuta la più alta costruzione dell'Unione europea.